# Pyon Deiye

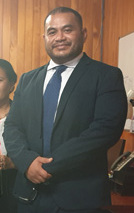
Deiye (2019)

Pyon Rohan Emage Rayham Deiye ist ein nauruischer Politiker. Deiye ist seit August 2019 Abgeordneter des nauruischen Parlaments.

## Biographie
Pyon Deiye arbeitete seit Mai 1996 als Flugnavigatior in der Abteilung für zivile Luftfahrt, später als leitender Hilfskoordinator für auswärtige Angelegenheiten (2006) sowie als stellvertretender Sekretär für Auswärtiges und Handel (2008). Nachdem er sich bei der Parlamentswahl im Juli 2016 im Wahlkreis Anabar erfolglos um einen Sitz als Abgeordneter beworben hatte, erreichte Deiye bei der Parlamentswahl im August 2019 mit 276,267 Stimmen (System Dowdall) hinter Maverick Eoe den zweiten Platz unter sechs Bewerbern und landete damit vor den amtierenden Parlamentsmitgliedern Ludwig Scotty und Riddell Akua. Wenige Tage später wurde Deiye durch Präsident Lionel Aingimea zum stellvertretenden Minister für Gesundheit, für Telekommunikation und Medien sowie für Cenpac, den nauruischen Internetdienstanbieter, berufen.
Pyon Deiye stammt aus dem Distrikt Ijuw und ist seit 1995 verheiratet mit Margo Deiye, seit November 2020 Ständige Vertreterin Naurus bei den Vereinten Nationen.